# Adesmia serrana
Adesmia serrana là một loài thực vật có hoa trong họ Đậu. Loài này được M.N.Correa miêu tả khoa học đầu tiên.